# André Pieters
André Pieters (Lendelede, Flandes Occidental, 10 de setembre de 1922 - Izegem, 22 de febrer de 2001) va ser un ciclista belga, que fou professional entre 1945 i 1956. Especialista en les clàssiques belgues, destaquen les seves victòries al Circuit Het Volk de 1946 i la Kuurne-Brussel·les-Kuurne de 1947.

## Palmarès
- 1945
  - 1r al Circuit Mandel-Leie-Schelde
- 1946
  - 1r al Circuit Het Volk
- 1947
  - 1r a la Kuurne-Brussel·les-Kuurne
- 1949
  - 1r a la Brussel·les-Izegem
  - 1r al Circuit de Houtland
- 1950
  - 1r al Scheldeprijs
- 1951
  - 1r al Circuit de Houtland-Torhout
- 1952
  - 1r a la Brussel·les-Izegem